# Nudaria nuda
Nudaria nuda là một loài bướm đêm thuộc phân họ Arctiinae, họ Erebidae.